# 勝山基弘
勝山 基弘（かつやま もとひろ、1962年6月2日 - ）は、日本の写真家。

## 人物
大阪市東淀川区生まれ。静岡県静岡市出身。静岡市立井宮小学校、静岡市立籠上中学校、静岡県立静岡高校、日本写真芸術専門学校 写真芸術科卒業、日本写真芸術専門学校教務課職員を経て、フリーランスフォトグラファーとして活動。竹内敏信に師事。
雑誌取材系からファッション、ポートレート、建築、広告写真に至るまで幅広い分野で活動。アートへの造詣も深く、世界の都市風景、アールデコ建築等の建築物、人物、自然風景など、感性の赴くままあらゆるものをモチーフとしてファインアート作品創作に励み、個展「Shired in New York」「Big Apple Illusion」などを開催。　
1990年代初頭、欧米諸国では常識でありながら日本国内では一般化されていなかった時代に「写真プリントにエディションナンバーを付け、絵画や版画同様にアート作品として扱うこと」を提唱。個展での作品販売、Webサイトでの作品販売のパイオニアとなる（「ハーブ・リッツ-Herb Ritts-」「ジャンル・シーフ-Jeanloup Sieff-」「秋山庄太郎＜吉永小百合＞」「藤井秀樹＜Fグラフィー＞」など他の写真家のオリジナルプリントも個人的に所有）。
銀塩写真のみならずデジタルフォトの黎明期から積極的にデジタルカメラを活用した創作を行う。写真家としての活動に加え、デジタルフォト関連機器の開発コンサルティング、写真文化発展のためアマチュアカメラマンへの指導なども積極的に行う。ライフワークとして New York を中心に世界の都市をモチーフとした作品や、長時間露光による各種の創作作品を生み出している。
1995年、コダック プロフェッショナルフォトコンテスト IMAGINATION '94 Part2 優秀賞受賞
2000年まで日本写真芸術専門学校 の講師として「デジタルフォトゼミ」を担当（第36回土門拳賞受賞の梁丞佑はこのゼミを卒業）。
大型プリントシール機（通称プリクラ）の『開発アドバイザー』として手腕を発揮。プリントシール機という狭い撮影空間でユーザーがより美しく撮影されるための「ライティング環境の構築」や「大型プリントシール機用の円形凸型ストロボ」の開発に貢献する
日本写真家協会会員。日本写真家ユニオン会員。よみうりカルチャー講師。NHK学園オープンスクール講師。ニコンプロ会員（NPS）・キャノンプロ会員（CPS）・オリンパスプロ会員（OGPS）・ソニープロ会員（Sony Imaging PRO Support）・パナソニックルミックスプロ会員（LPS）

## 写真集
- 勝山基弘写真集『浅草ロック座昭和末年』（文：池内紀、久世光彦、東八千代（斎藤智恵子）） 美術出版社 1995年 NCID BA45235226
- 勝山基弘写真集『フォトミュゼ「STRIPTEASE」』新潮社 1997年 NCID BA33441424

## 作品掲載
- 『写GIRL'94』日本芸術出版社 1993年　 NCID BN15147493
- 『Photography』ARTBOXインターナショナル 2009年
- 『現代美術アーティストファイルⅣ』ARTBOXインターナショナル 2015年
- 『現代日本の写真７』ARTBOXインターナショナル 2006年。
- 『2022 第47回JPS展 図録』 日本写真家協会 2022年
- 『2023 第48回JPS展 図録』 日本写真家協会 2023年
- 『2024 第49回JPS展 図録』 日本写真家協会 2024年

## 写真展
- 「Shred in NewYork」(1989年 オリンパスギャラリー)
- 「Big Apple Illusion」(1993年 オリンパスギャラリー)
- 「現代美術アートスタイル展」(2011年 ART BOX ギャラリー)
- 「モダンプリント展」(2013年 GALLERY COSMOS)
- 「オリジナルプリント展」(2014年 ギャラリー新居東京)
- 「The47th Exhibition of The JPS -Professional Members Exhibition 2022-」(2022年 東京都写真美術館・京都市美術館別館)
- 「The48th Exhibition of The JPS -Professional Members Exhibition 2023-」(2023年 東京都写真美術館・京都市美術館別館)
- 『The49th Exhibition of The JPS -Professional Members Exhibition 2024-』(2024年 東京都写真美術館・京都市美術館別館)